# Anycles anthracina
Anycles anthracina là một loài bướm đêm thuộc phân họ Arctiinae, họ Erebidae.